# Psaliodes cedaza
Psaliodes cedaza är en fjärilsart som beskrevs av Paul Dognin 1899. Psaliodes cedaza ingår i släktet Psaliodes och familjen mätare. Inga underarter finns listade i Catalogue of Life.